# Porcieu-Amblagnieu
Porcieu-Amblagnieu ist eine französische Gemeinde mit 1.792 Einwohnern (Stand: 1. Januar 2022) im Département Isère in der Region Auvergne-Rhône-Alpes. Sie gehört zum Arrondissement La Tour-du-Pin und ist Teil des Kantons Morestel. Die Einwohner werden Porciolands genannt.

## Geografie
Porcieu-Amblagnieu liegt etwa 45 Kilometer ostnordöstlich von Lyon an der Rhone. Umgeben wird Porcieu-Amblagnieu von den Nachbargemeinden Sault-Brénaz im Norden, Villebois im Norden und Osten, Montalieu-Vercieu im Süden und Südosten, Charette im Südwesten sowie Parmilieu im Westen und Nordwesten.
Durch die Gemeinde führt die frühere Route nationale 75 (heutige D1075).

## Bevölkerungsentwicklung
| Jahr                       | 1962 | 1968 | 1975 | 1982 | 1990 | 1999 | 2006 | 2017 |
| -------------------------- | ---- | ---- | ---- | ---- | ---- | ---- | ---- | ---- |
| Einwohner                  | 1003 | 1105 | 1096 | 1099 | 1086 | 1251 | 1445 | 1766 |
| Quellen: Cassini und INSEE |      |      |      |      |      |      |      |      |

## Sehenswürdigkeiten
- romanische Kirche in Amblagnieu
- Stau- und Wehranlage an der Grenze zu Sault-Brénaz
- Museumseisenbahn
- mittelalterliche Brücke

## Weblinks

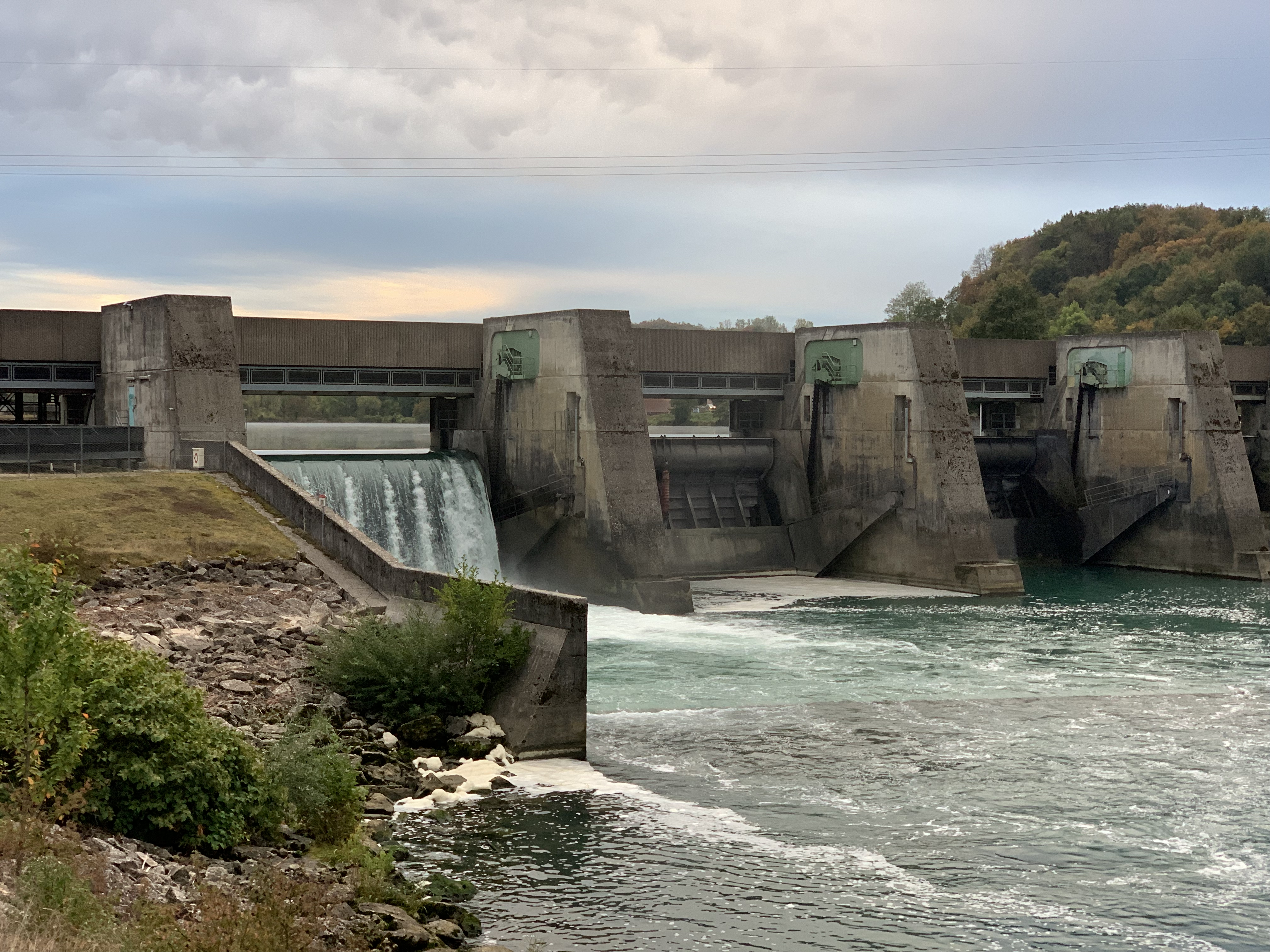
Talsperre an der Grenze zu Sault-Brénaz